# We love gotong royong
We love gotong royong is een lettermonument in Lelydorp dat verwijst naar de Javaanse samenwerkings- en ontwikkelingsfilosofie gotong royong. Het is een beeldmerk van I ❤️ gotong royong. Het bestaat grote letters en een groot hart dat love uitbeeldt. Het is tot stand gekomen door de gemeenschap zelf, oftewel langs het gotongroyong-principe.
Het werd in 2022 onthuld in de wijk Dian Dessa die vanaf de Indira Gandhiweg via de Palisadenweg bereikbaar is. De wijk is een initiatief van de stichting Dian Dessa. De stichting bestond het eerst en is de aanvrager van de bouwgronden op de plek waar vervolgens de wijk werd gebouwd. Gezamenlijk werd het bos gekapt en de wegen en nutsvoorzieningen aangelegd.
Het lettermonument bevindt zich naast het Gotong Royong Monument, dat in 2016 werd onthuld.